# Оналаска (Тексас)
Оналаска (енгл. Onalaska) град је у америчкој савезној држави Тексас. По попису становништва из 2010. у њему је живело 1.764 становника.

## Демографија
Према попису становништва из 2010. у граду је живело 1.764 становника, што је 590 (50,3%) становника више него 2000. године.
| Група             | 2000.         | 2010.         |
| Белци             | 1.048 (89,3%) | 1.566 (88,8%) |
| Афроамериканци    | 77 (6,6%)     | 89 (5,0%)     |
| Азијати           | 4 (0,3%)      | 12 (0,7%)     |
| Хиспаноамериканци | 28 (2,4%)     | 61 (3,5%)     |
| Укупно            | 1.174         | 1.764         |